# Décennie modérée

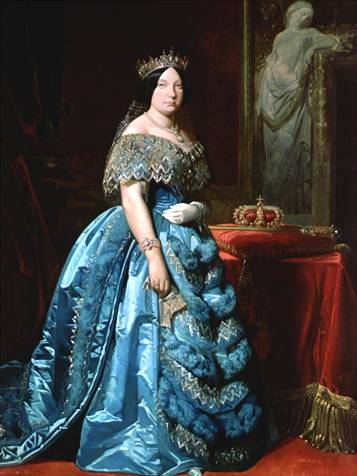
Portrait d’Isabelle II (1850).

La Décennie modérée (en espagnol : Década Moderada) est la période du règne d’Isabelle II d'Espagne comprise entre mai 1844 et juillet 1854. Elle est ainsi nommée car au cours de ces dix années les libéraux-conservateurs du Parti modéré détinrent de façon exclusive le pouvoir grâce au soutien de la Couronne, sans que les libéraux progressistes n’aient la moindre possibilité d’accéder au gouvernement. Elle commença lorsque le leader des modérés, le général Narváez, assuma la présidence du Conseil des ministres le 4 mai 1844 et prit fin à la suite du pronunciamiento de Vicálvaro qui ouvrit le Biennat progressiste (1854-1856).

## Proclamation de la majorité d'Isabelle II et début de la Décennie modérée

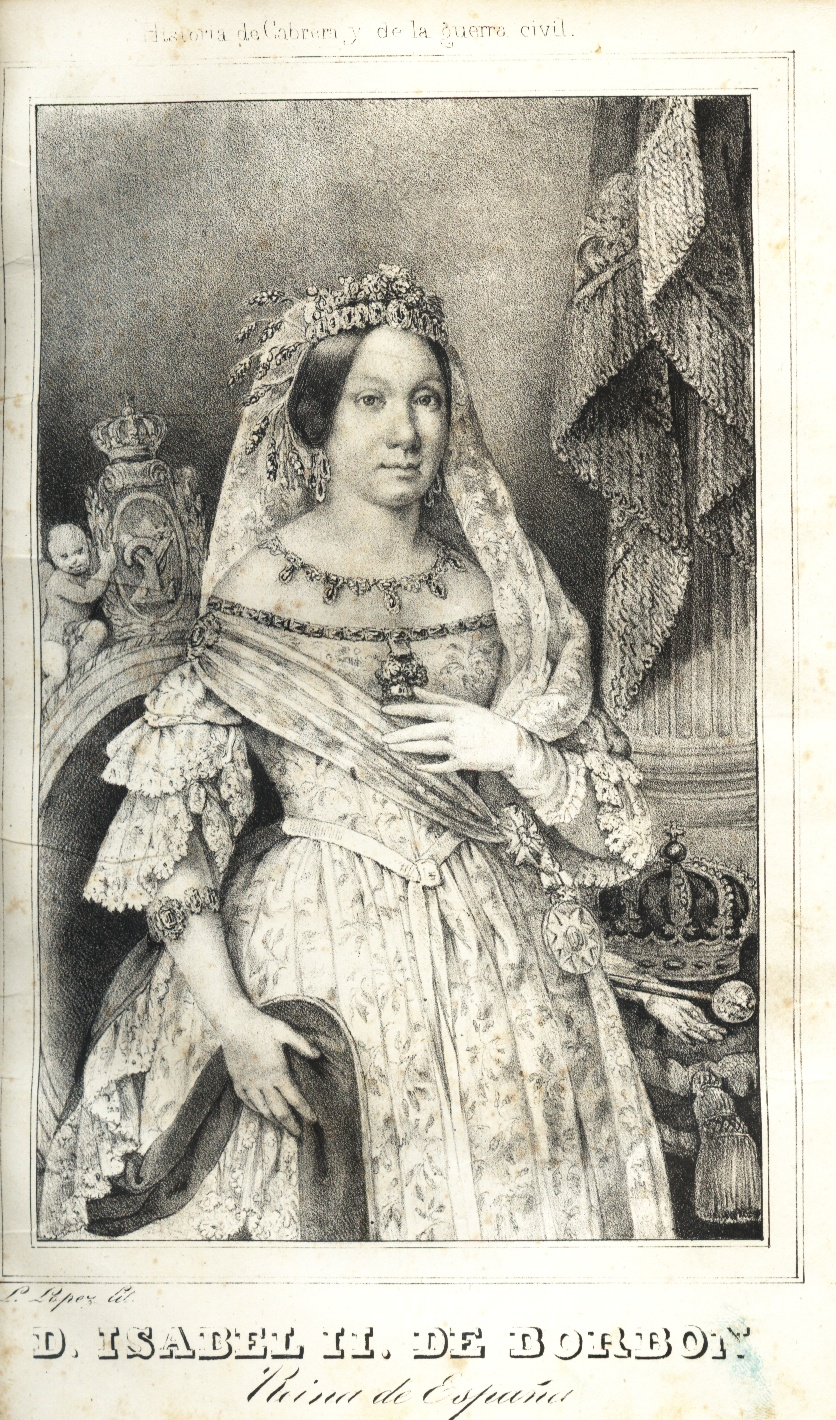
Isabelle II à l’âge de 15 ans.

L’exil du général Espartero mit fin à sa régence et laissa un vide politique. Joaquín María López, du Parti progressiste fut rétabli par les Cortès comme chef du gouvernement le 23 juillet 1843. Il convoqua de nouvelles élections afin de rénover intégralement le Parlement, y compris le Sénat où les partisans d'Espartero étaient majoritaires, ce qui violait l'article 19 de la Constitution qui ne permettait que de renouveler un tiers de la chambre haute. Il nomma également le conseil municipal et la députation provinciale de Madrid — ce qui enfreignait également la Constitution — pour éviter que les partisans d'Espartero puissent remporter ces institutions à l'issue de processus électifs. Il le justifia ainsi : « lorsqu’on lutte pour l’existence, le principe de conservation est ce qui prend le pas sur tout : on fait de même qu’au malade que l’on ampute pour qu’il vive ».
En septembre 1843 furent organisées des élections aux Cortès auxquelles les progressistes et modérés se présentèrent en coalition avec ce qui fut alors appelé le « parti parlementaire », mais les modérés remportèrent plus de sièges que les progressistes, ces derniers étant de plus divisés entre « tempérés » et « radicaux », et manquant d’une figure de leader. Le Parlement approuva la proclamation anticipée de la majorité de la reine Isabelle II le mois suivant, lorsqu’elle atteindrait l’âge de treize ans. Le 10 novembre 1843, la reine prêta serment sur la Constitution puis, suivant les usages parlementaires, le gouvernement de López démissionna. Salustiano de Olózaga, leader du secteur tempéré du progressisme, fut chargé de former un nouveau gouvernement.

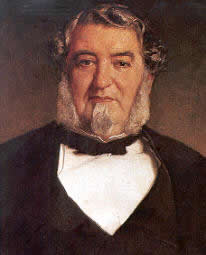
Portrait de Salustiano de Olózaga, tableau d’Antonio Gisbert Pérez en 1872 (Congrès des députés).

Le premier revers que subit le nouveau gouvernement survint au Congrè, son candidat à la présidence de cette chambre, l’ancien premier ministre Joaquín María López, fut battu par le candidat du Parti modéré Pedro José Pidal, qui reçut non seulement les votes de son parti mais également ceux du secteur radical des progressistes, alors mené par Pascual Madoz et Fermín Caballero, à qui se joignit le tempéré Manuel Cortina. Lorsque la deuxième difficulté se présenta — mener à bien la Loi sur les municipalités —, Olózaga fit appel à la reine pour qu’elle dissolve les Cortès et convoque de nouvelles élections qui lui offre une majorité parlementaire, au lieu de présenter sa démission après avoir perdu la confiance du Parlement. Le chef du gouvernement fut accusé par les modérés d’avoir forcé la reine à signer les décrets de dissolution et de convocation des Cortès, ce qui causa une forte commotion dans la vie politique — épisode qui fut appelé l’« incident Olózaga » —. Olózaga clama son innocence mais fut malgré tout contraint à démissionner, cédant la présidence du gouvernement au modéré Luis González Bravo, qui convoqua des élections pour janvier 1844 en accord avec les progressistes, en dépit du fait que, tout juste arrivé au pouvoir, il avait remis en vigueur la Loi sur les municipalités de 1840 — celle qui avait déclenché la « révolution de 1840 » progressiste, qui mit fin à la régence de Marie-Christine de Bourbon —.
Les élections de janvier 1844 furent remportées par les modérés, ce qui provoqua des soulèvements progressistes dans plusieurs provinces en février et mars, dénonçant les pratiques frauduleuses du gouvernement dans le scrutin. Ainsi, les leaders progressistes Cortina, Madoz et Caballero furent emprisonnés durant six mois — Olózaga ne fut pas détenu car il se trouvait à Lisbonne et Joaquín María López resta caché jusqu'à la sortie de prison de ses camarades —. En mai, le général Narváez assuma la présidence du gouvernement, inaugurant celle qui serait dénommée la « Décennie modérée », dix ans au cours desquels le Parti modéré détint de façon exclusive le pouvoir grâce au soutien de la Couronne, sans que les progressistes n’aient la moindre possibilité d’accéder au gouvernement.

## Approbation de la nouvelle Constitution de 1845

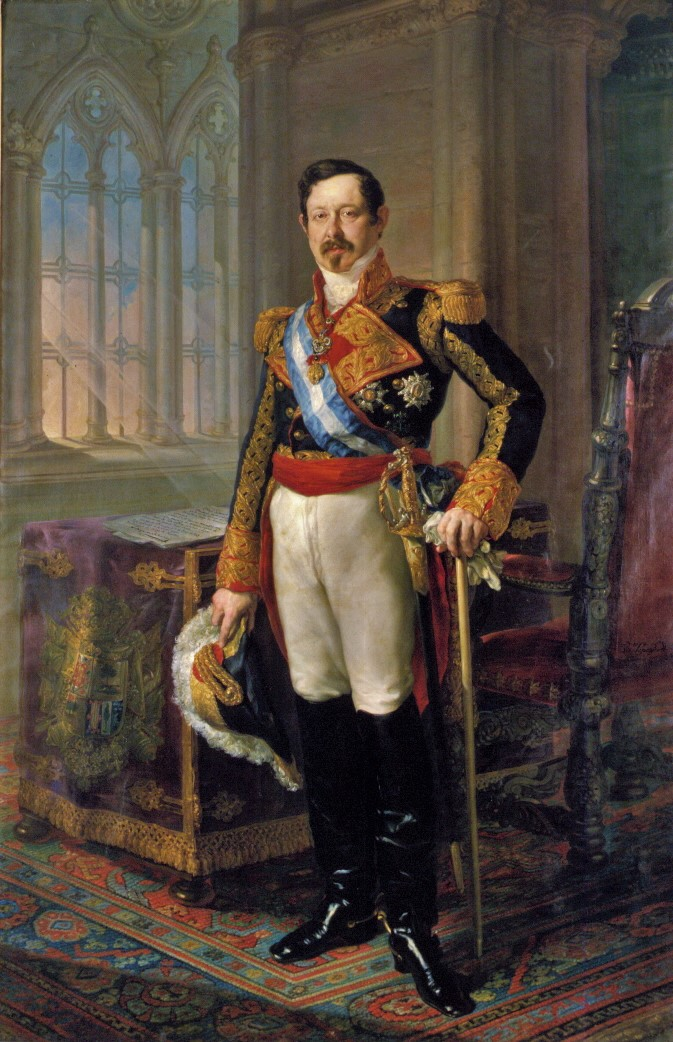
Ramón María Narváez.

Lorsqu’en mai 1844 le général Ramón María Narváez prit la tête du gouvernement, les modérés étaient divisés sur la question de la nécessité de réformer la Constitution de 1837 alors en vigueur — même le groupe le plus réactionnaire mené par le marquis de Viluma (es) défendait sa dérogation et le retour à la charte octroyée du Statut royal de 1834 —. Narváez opta finalement pour la réforme défendue par le groupe dirigé par Alejandro Mon et Pedro José Pidal face au groupe de modérés « puritains » qui défendaient son maintien car son approbation avait été fruit du consensus entre les deux grands partis libéraux, modérés et progressistes, ce qui leur permettrait d’alterner au pouvoir sans avoir à changer de Constitution à chaque alternance gouvernementale.
Ce que Mon et Pidal défendaient équivalait en réalité à l’élaboration d’une nouvelle Constitutioon car ils proposaient des changements très importants : substituer le principe de souveraineté nationale par celui de « souveraineté partagée » entre le roi et les Cortès, ce qui mettait sur un même plan la Couronne et la nation, et renforçait les pouvoirs de la première, et remplacer le Sénat électif par une chambre dont les membres seraient des sénateurs à vie désignés par la Couronne. Ces propositions suscitaient l’opposition totale des progressistes, dont certains défendaient même de retirer certaines compétences octroyées à la Couronne dans la Constitution en 1837, particulièrement en ce qui concerne la suspension et la dissolution des Cortès, tandis que la majorité des progressistes s’alignait sur les modérés « puritains » dans leur défense de la Constitution sans changement.
Pour mener à terme la réforme constitutionnelle, Narváez convoqua des élections pour l’été 1844 au cours desquelles les progressistes ne participèrent pas parce qu'ils souhaitaient garder intacte la Constitution et que leurs principaux leaders étaient emprisonnés ou avaient fui en conséquence des révoltes progressistes qui s’étaient produites en février et mars 1844 après les élections de janvier dont ils avaient dénoncé l’« influence » du gouvernement modéré de González Bravo sur les résultats. Ainsi, les modérés purent approuver sans aucune opposition la nouvelle Constitution de 1845, faite à leur convenance.
Dans la nouvelle Constitution, la souveraineté était partagée entre les Cortès et la reine, à qui on laissait des pouvoirs importants, étant donné qu’on la supposait sous contrôle du parti modéré. En conséquence de ce principe, le pouvoir législatif était partagé entre les Cortès et la reine. Les Cortès seraient formées comme deux organes législatifs, la Congrès et le Sénat. Le premier serait formé de représentants élus au suffrage censitaire, avec un nombre d’électeurs correspondant à moins d’1 % de la population. Les membres du Sénat seraient choisis par la reine en nombre illimité. Les droits et libertés — y compris la liberté d'expression — étaient déclarés dans la Constitution, mais leurs limites seraient déterminées par des lois ultérieures, que décideront les membres des Cortès, des personnes au haut revenu qui feraient les lois sur mesure de sorte à empêcher l'accès au pouvoir des autres groupes sociaux et politiques.[réf. nécessaire]
Le renversement par rapport aux avancées libérales progressistes des étapes antérieures fut complété par une nouvelle loi des municipalités du 8 janvier 1845 avec le suffrage censitaire direct et le renforcement du centralisme.[réf. nécessaire]

## Instabilité des gouvernements
Rapidement, la division du Parti modéré contribua à l’instabilité politique, qui se manifesta par de constants changements dans la présidence du gouvernement, à commencer par la révocation de Narváez le 11 février 1846, en lien avec le mariage polémique qui fut décidé pour la reine, prévu avec son cousin François d'Assise de Bourbon le 10 octobre de la même année — le jour même de ses seize ans —. Auparavant, la reine mère et ancienne régente Marie-Christine de Bourbon-Siciles avait conçu un projet matrimonial entre sa fille et l’héritier de la couronne française, qui éveilla les soupçons du Royaume-Uni, qui tenait au respect du traités d’Utrecht et à éviter que les deux pays se trouvent unis sous un seul monarque. Après les accords d'Eu, le nombre de maris potentiels pour Isabelle fut limité à guère plus de six, parmi lesquels fut finalement choisi François d'Assise.

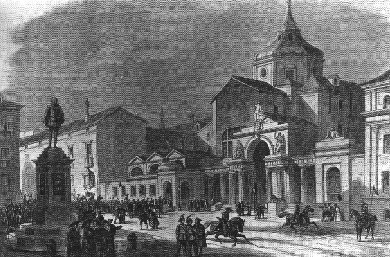
Gravure du palais des Cortès en 1843.

Sous l’influence des modérés « puritains » de Joaquín Francisco Pacheco, le gouvernement de Francisco Javier de Istúriz, qui succéda à celui de Narváez en avril 1846, tenta d'intégrer les progressistes dans la Monarchie pour établir dans le futur l'alternance de partis au pouvoir et donner plus d’assise au trône. Plusieurs gestes furent faits dans ce but : restitution au général Espartero de tous les charges et honneurs qui lui avaient été retirés par le gouvernement Joaquín María López après l’avoir obligé à renoncer à la régence ; annulation de l’accusation contre Salustiano de Olózaga pour l’avoir obligé à signer le décret de dissolution des Cortès fin 1843 lorsqu’il était président du gouvernement ; ou amnistie de tous les dirigeants progressistes inculpés pour les révoltes de février et mars 1844. Ces mesures permirent le retour en Espagne d'Espartero, d’Olózaga et d’autres dirigeants progressistes, et les convainquirent de se présenter aux élections de décembre 1846, auxquelles ils obtinrent 53 sièges. C’est alors que commença une période de collaboration parlementaire entre progressistes et « puritains », une preuve supplémentaire de leur rapprochement avec le régime de la Constitution de 1845, dont une illustration fut la désignation par la reine d’Espartero comme sénateur, à un moment où ce dernier était devenu le leader de fait des progressistes, convaincus « que la Couronne verrait en un militaire la personne adéquate pour alterner au pouvoir avec celui qui menait le modérantisme, Narváez ».
Istúriz réussit à se maintenir au pouvoir jusqu’au 28 janvier 1847, où une lutte pour le contrôle des Cortès avec Mendizábal et Olozága, de retour d’exil, l’obligea à démissionner. Entre janvier et octobre de cette année, trois gouvernement sans claire direction politique se succédèrent tandis que les troubles carlistes se maintenaient et que simultanément des exilés libéraux rentraient au pays.
Le 4 octobre 1847, Narváez fut de nouveau nommé président. Celui-ci poursuivit la politique d’intégration des progressistes — il leur indiqua qu’il souhaitait « régulariser l’organisme constitutionnel et rendre possible l’alternance au pouvoir de tous les partis qui reconnaissaient réellement la reine » — jusqu’à ce qu’éclate en France la révolution de 1848 qui entraîna la chute de la Monarchie, la proclamation de la République et s'étendit ensuite dans toute l'Europe. Narváez pensa alors, comme la reine elle-même, que l'alternance avec les progressistes pouvait ouvrir les portes à la révolution, si bien que le gouvernement prit un tournant autoritaire afin de prévenir les possibles désordres. Lors du débat qui eut lieu aux Cortès au Congrès au sujet du projet de loi présenté par le gouvernement Narváez de suspension des garanties constitutionnelles, les progressistes se proposèrent comme alternative avec un gouvernement présidé par Espartero, qui empêcherait avec des réformes l’éclatement de la révolution en Espagne. Olózaga dit que l’objectif de ce gouvernement serait « non seulement sauver le trône, mais maintenir la tranquillité, augmenter la prospérité du pays, le libérer de la guerre civile, de l’anarchie et des complications étrangères ». La proposition progressiste fut rejetée, notamment parce la reine mère et Isabelle II ne gardaient pas un bon souvenir des actes d’Espartero lorsque seulement 8 ans auparavant il avait contraint la régente à prendre l'exil.
La révolution de 1848, qui parcourait tout l'Europe, menée par le mouvement ouvrier et la bourgeoisie la plus libérale, provoqua des insurrections dans l’intérieur de l’Espagne, qui furent durement réprimées ; de plus, les relations diplomatiques avec le Royaume-Uni furent interrompues, ce dernier étant considéré comme participant et instigateur des mouvements carlistes dans la seconde guerre carliste — connu comme la « Guerra dels Matiners », en catalan —. Narváez resta au gouvernement jusqu’au 10 janvier 1851, lorsqu’il fut remplacé par Juan Bravo Murillo.

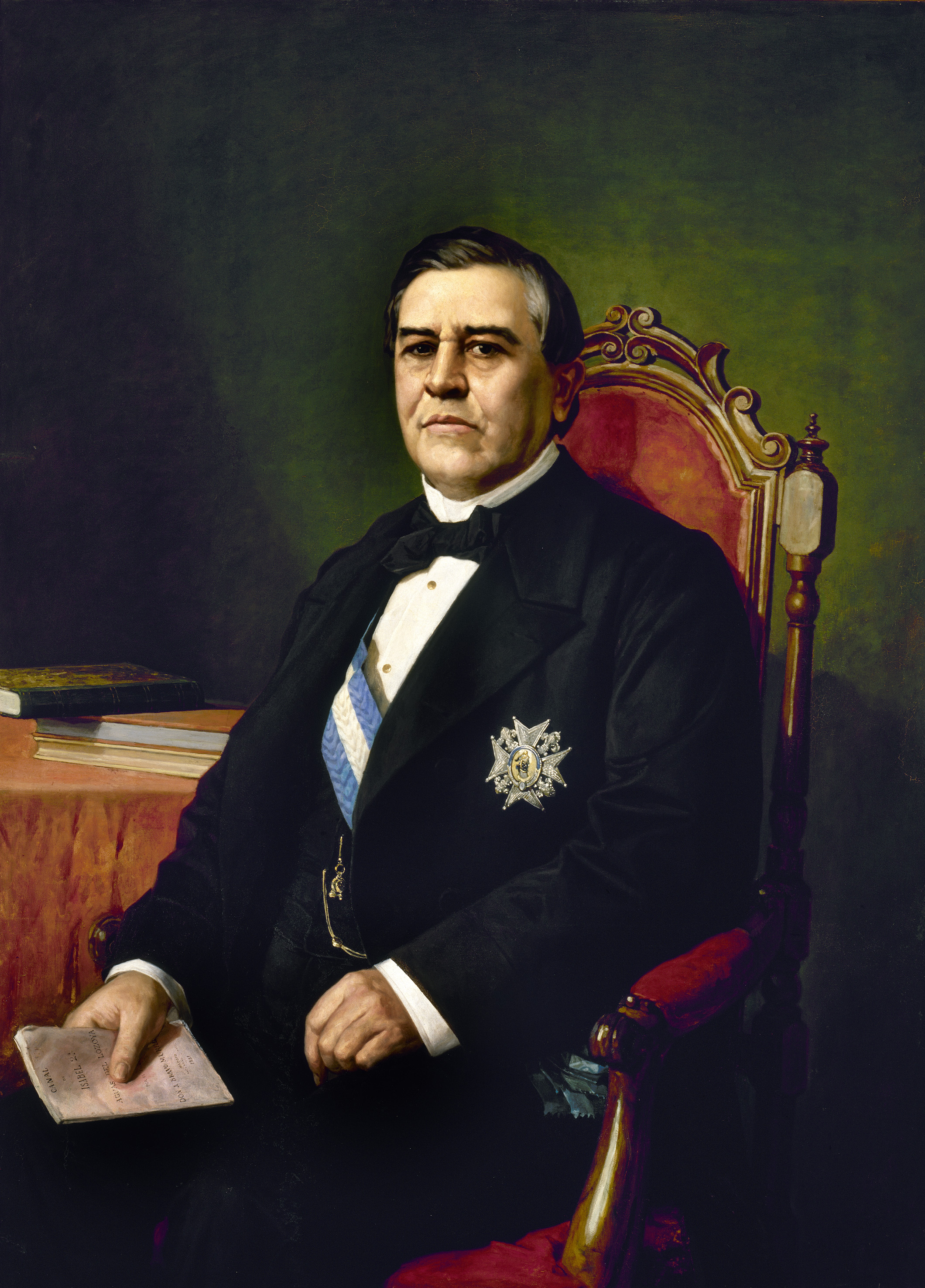
Juan Bravo Murillo était président du gouvernement lors de la signature du concordat de 1851.

Le gouvernement de Bravo Murillo empêcha de nouveau la possibilité d’alternance entre modérés et progressistes à la tête de l’exécutif, alors que ces derniers avaient réaffirmé leur loyauté à la monarchie isabelline après le départ du parti du secteur démocratique en avril 1849. Ce fut la violation de la part du gouvernement et de la Couronne des règles parlementaires dans l’objectif d’obtenir un Parlement favorable à la réforme de la Constitution de 1845 dans un sens réactionnaire qui nuisit favorablement à la consolidation du régime constitutionnel.
Le 1er décembre 1852, le candidat gouvernemental à la présidence du Congrès des députés était battu. En réponse, contrairement aux usages parlementaires, le modéré « autoritaire » Bravo Murilla ne démissionna pas, mais obtint le lendemain de la reine le décret de dissolution des Cortès pour obtenir l’élection d’un Parlement favorable à la réforme proposée par le gouvernement. Les modérés de Narváez, à présent unis aux « puritains », et les progressistes réagirent en demandant la démission de Bravo Murillo, qui renonça à la présidence du Conseil des ministres le 14 décembre. Toutefois, la reine n’appela pas une personne bénéficiant d’un appui suffisant au Parlement à former un gouvernement mais un homme de sa confiance qui répondrait seulement devant la Couronne, Federico Roncalu, à qui succédèrent Francisco Lersundi y Hormaechea (président du gouvernement entre le 14 avril et le 19 de septembre 1853) et Luis José Sartorius, comte de San Luis qui se maintint en poste du 19  septembre 1853 jusqu’au 17 juillet 1854.
À l’instabilité politique causée par la posture adoptée par la Couronne — qui répondit à la violation des usages parlementaires par Bravo Murillo par la nomination de trois gouvernement successifs fidèles à la reine, mais sans base parlementaire — s’ajouta l’accusation de corruption, comme celle d’adjudication arbitraire des licences pour le tracé des lignes ferroviaires sans l’autorisation parlementaire idoine, ou la prétention que celles-ci soient approuvées par décret, ce qui fut rejeté par le Sénat — « le lendemain du vote, le gouvernement de Sartorius ferma le Parlement, révoqua tous les magistrats et employés publics qui avaient voté contre et condamna à l’exil plusieurs généraux et journalistes » —. Tout ceci eut pour conséquence l’augmentation du discrédit de la Couronne qui « avait ignoré l’opinion de la plus grande part des partis, et s’était fiée à une fraction qui enfreignait la Constitution pour introduire des formes contraires au parlementarisme »,.

## Bilan de la décennie modérée
Selon Germán Rueda Hernanz (es), « Bien que […] le Parti modéré de ces années-là fût assez loin d’un parti homogène, cette décennie est continuellement marquée par son hégémonie, sans qu'à peine le Parti progressiste lui fasse de l'ombre. Entre autres raisons de sa longue période au pouvoir, se trouve l'appui de plus en plus décidé que lui prêta la couronne. Les dissidences et problèmes politiques se présenteraient davantage à l'intérieur du modérantisme lui-même qu'avec les rivaux progressistes ou carlistes ».
La décennie se caractérise par une embellie économique générale et la prise de mesures de réformes administratives — notamment de centralisation — visant à une meilleure efficacité de l’État. « Pour de nombreux modérés, l'Administration était plus importante que la politique ».
Un autre élément caractéristique de la décennie, qui aura d’importantes répercussions dans le futur, et le recours récurrent au pronunciamiento militaire comme méthode de changement de la ligne politique, auquel fut notamment confronté le gouvernement Istúriz. Ainsi, les pronunciamientos « étaient devenus un mal endémique de la politique espagnole ».

## Fin de la Décennie moderée: «révolution de 1854»

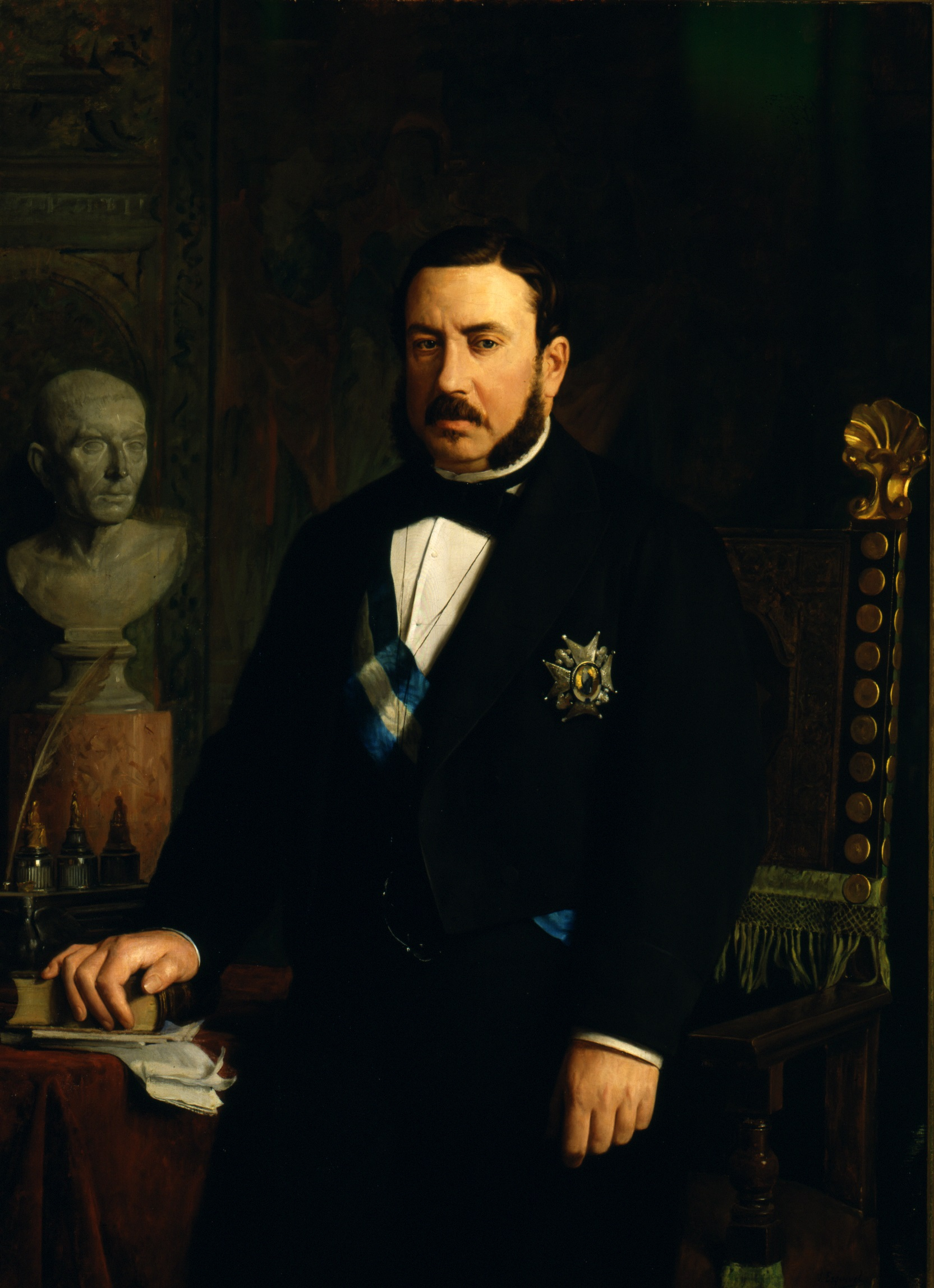
Luis José Sartorius, comte de San Luis.

Le non-respect des usages parlementaires par la Couronne provoqua un rapprochement entre les modérés de Narváez et les modérés « puritains » avec les progressistes, qui en vinrent à former un comité électoral afin de présenter aux élections des candidatures conjointes dans l’objectif de préserver un régime parlementaire qu’ils jugeaient en danger. De même, les « puritains » Ríos Rosas et Joaquín Francisco Pacheco entrèrent en contact avec certains militaires de leur sensibilité, comme le général O'Donnell, et d’autres progressistes, comme les généraux Dulce et Ros de Olano, dans le but d’organiser un pronunciamiento visant à obliger Isabelle II à remplacer le gouvernement du comte de San Luis par un autre d’« union libérale ».
Le pronunciamiento fut lancé par O'Donnell le 28 juin 1854, mais l’affrontement avec les troupes fidèles au gouvernement dans la localité de Vicálvaro, près de Madrid, — qui donna son nom à la rébellion : « Vicalvarada » — fut indécis, si bien que les forces d’O'Donnell se retirèrent vers le sud, errant dans La Manche et se dirigeant vers le Portugal, dans l’attente que d’autres unités militaires se joignent au mouvement. Cela ne se produisant pas, les conjurés précisèrent leur programme libéral dans le but de susciter l’union de l’opposition au gouvernement et augmenter la pression sur la reine, à travers le manifeste de Manzanares, écrit par Antonio Cánovas del Castillo, avec les conseils du général Serrano, rendu public le 7 juillet et qui promettait la « régénération libérale » à travers l’approbation une nouvelle loi sur la presse et une nouvelle loi électorale, la convocation du Parlement, la décentralisation administrative et le rétablissement de la Milice nationale, des revendications classiques du Parti progressiste.
C’est alors que commença la deuxième phase de ce qui serait nommé plus tard la « révolution de 1854 », sous l’impulsion des progressistes et des démocrates, qui commencèrent l’insurrection le 14 juillet à Barcelone et le 17 juillet à Madrid, et secondée en d’autres lieux, où des juntes furent également constituées, comme Alzira, Cuenca, Logroño, Valence Saragosse. À Madrid, la vie de la reine mère Marie-Christine de Bourbon elle-même fut mise en danger, l’obligeant à chercher refuge. Dès le 17 juillet, la reine destitua le comte de San Luis et le remplaça par le général Fernando Fernández de Córdova, qui forma un gouvernement incluant des modérés « puritains » et progressistes qui ne dura que deux jours, auquel succéda un autre présidé par le duc de Rivas, qui dura le même temps que le précédent, jusqu’à ce que la Couronne se décide à appeler le général Espartero pour former un gouvernement, marquant le début du Biennat progressiste (1854-1856).